# Prjascha
Prjascha (russisch Пря́жа; karelisch Priäžä) ist eine Siedlung städtischen Typs in der Republik Karelien in Russland mit 3675 Einwohnern (Stand 14. Oktober 2010).

## Geographie
Der Ort liegt etwa 40 km Luftlinie westsüdwestlich der Republikhauptstadt Petrosawodsk und des Onegasees. Er befindet sich am Prjaschinskoje-See, einige Kilometer vom rechten Ufer des Flusses Schuja entfernt.
Prjascha ist Verwaltungszentrum des Rajons Prjaschinski sowie Sitz der Stadtgemeinde Prjaschinskoje gorodskoje posselenije, zu der außerdem das Dorf Kindassowo (10 km westnordwestlich an der Schuja) sowie das Dorf und die Siedlung Manga (etwa 12 km südwestlich) gehören.

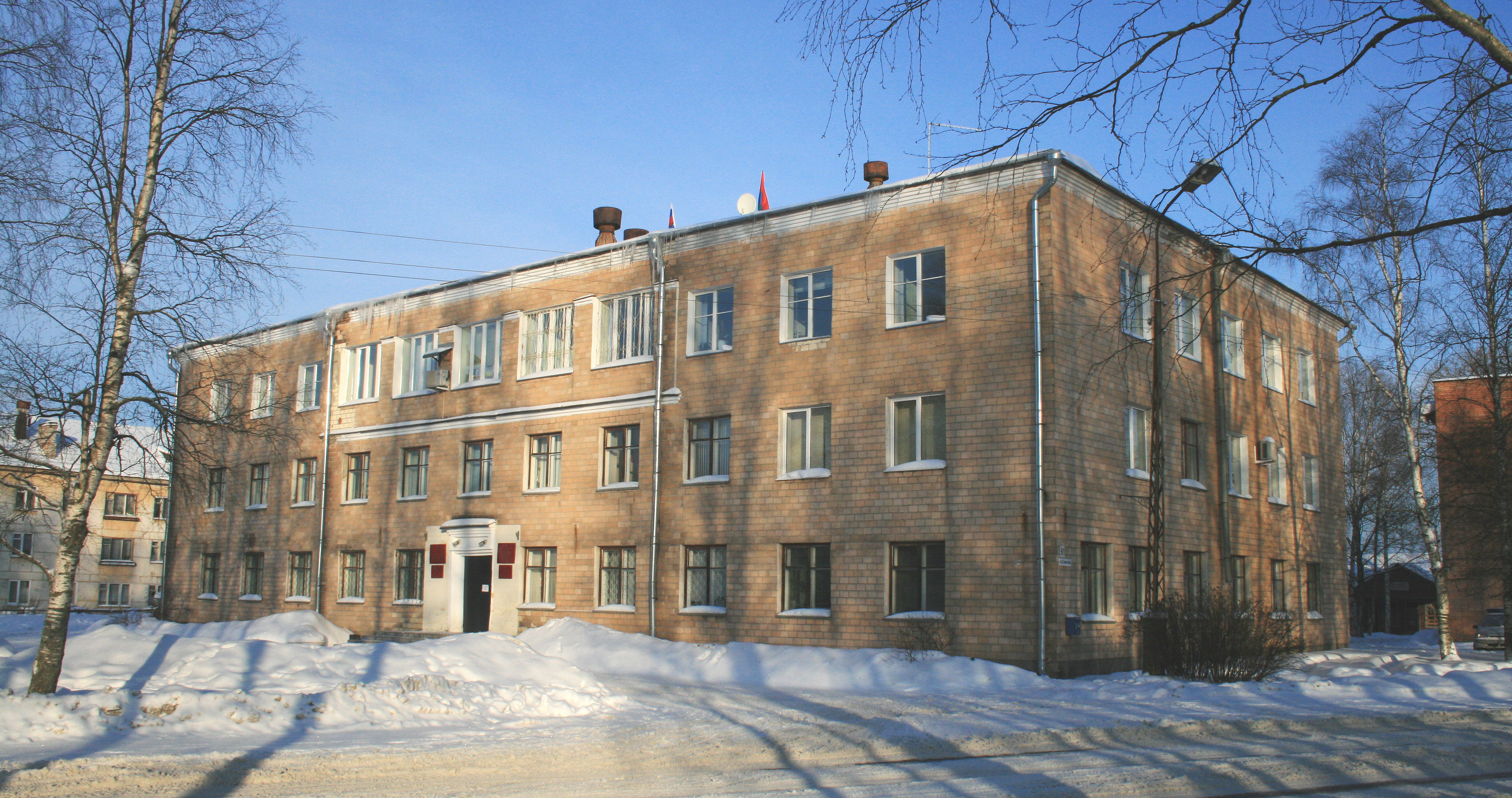
Rajonverwaltung
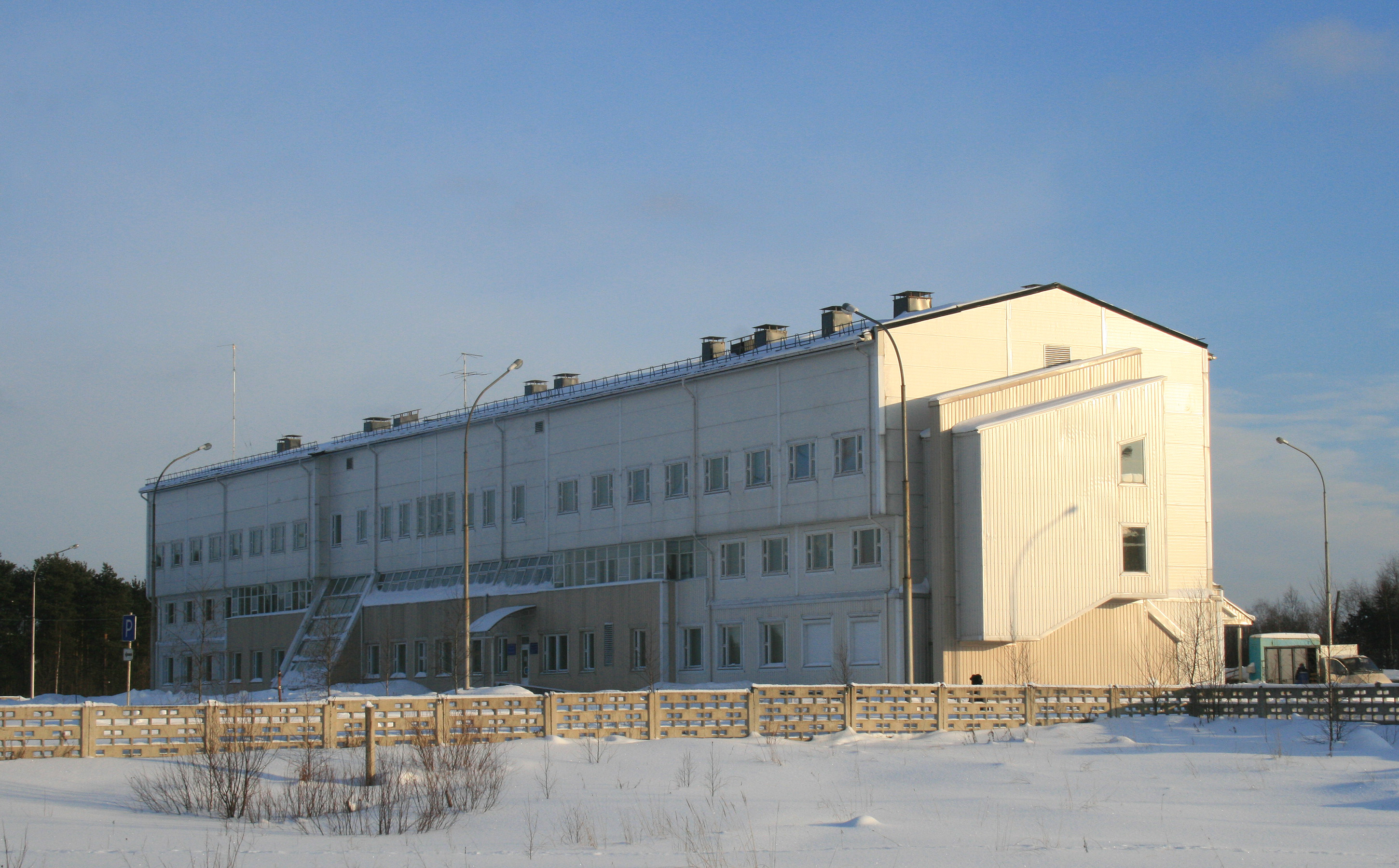
Krankenhaus
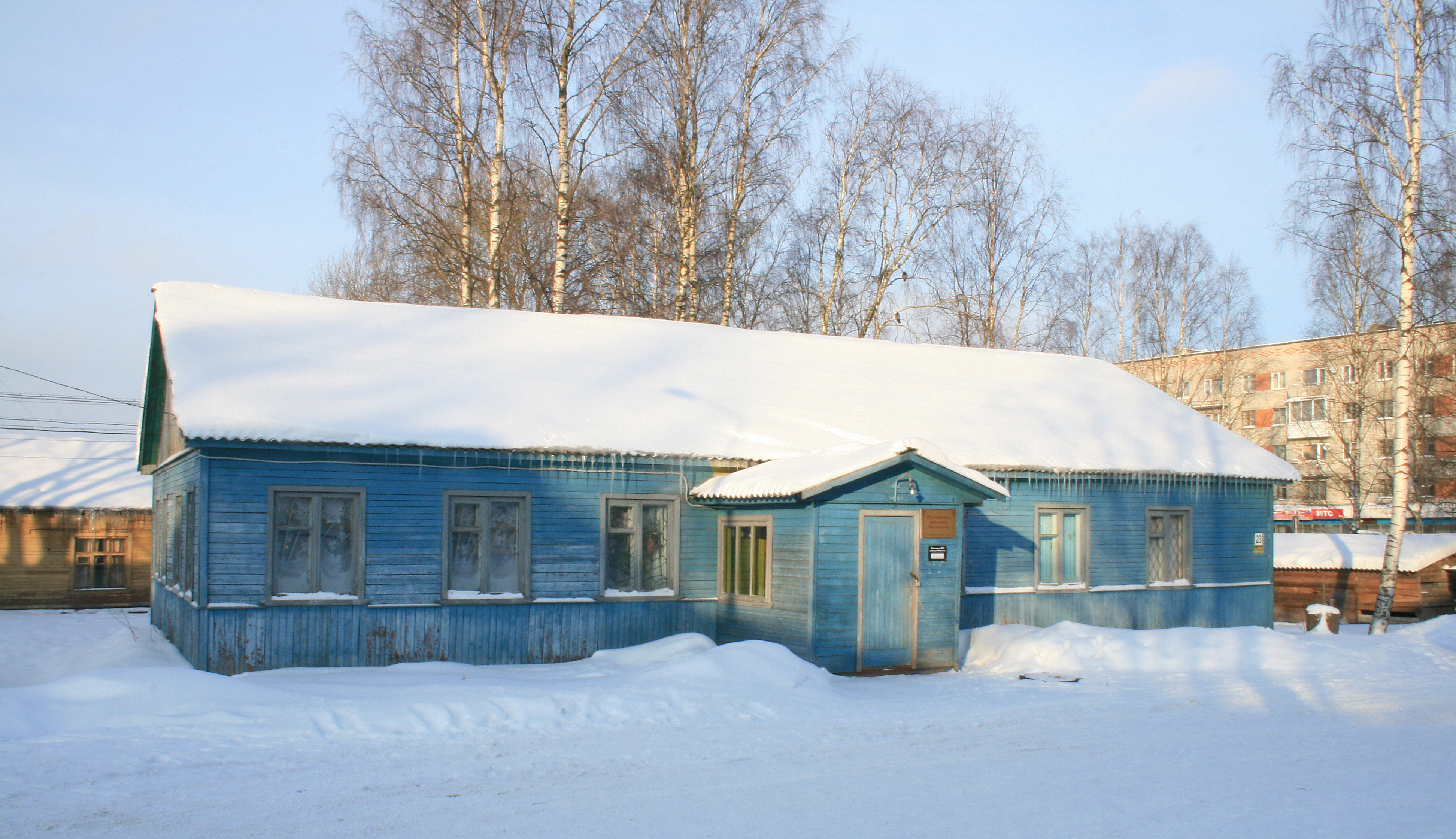
Bibliothek

## Geschichte
Der Ort erstmals in den 1580er-Jahren als „Dorf am Prjascha-See“ urkundlich erwähnt. Ab dem 18. Jahrhundert entwickelte sich das Dorf wirtschaftlich durch Forstwirtschaft, Köhlerei und Förderung von Raseneisenstein für die in südlichen Karelien entstandenen „Olonezer Hüttenwerke“, wie das Schuja-Werk beim heutigen Petrosawodsk.
Während der finnischen Ostkriegszüge nach Erlangung der Unabhängigkeit 1918 gelang es finnischen Truppen während ihres Vorrückens auf Petrosawodsk im Rahmen ihres Olonezfeldzuges, Prjascha kurzzeitig von 29. April bis Ende Juni 1919 einzunehmen.
Am 28. Februar 1930 wurde Prjascha Verwaltungssitz eines neu geschaffenen, nach ihm benannten Rajons.
Im finnisch-sowjetischen Fortsetzungskrieg war Prjascha von September 1941 bis Ende Juni 1944 durch Finnland okkupiert und trug in dieser Zeit den Namen Teru. Sowohl 1941 als auch 1944 war der Ort stark umkämpft.
1962 erhielt der Ort den Status einer Siedlung städtischen Typs.

### Bevölkerungsentwicklung
| Jahr | Einwohner |
| ---- | --------- |
| 1939 | 1898      |
| 1959 | 2519      |
| 1970 | 4112      |
| 1979 | 4809      |
| 1989 | 4421      |
| 2002 | 4269      |
| 2010 | 3675      |

Anmerkung: Volkszählungsdaten

## Verkehr
Durch Prjascha führt die föderale Fernstraße R21 Kola Sankt Petersburg – Murmansk. Am südlichen Ortsrand zweigt die föderale Fernstraße A121 Sortawala über Sortawala nach Sankt Petersburg ab, Teil der kürzesten Verbindung zwischen der Republikhauptstadt Petrosawodsk und der finnischen Grenze.
In Petrosawodsk befindet sich an der Murmanbahn Sankt Petersburg – Murmansk auch die nächstgelegene Bahnstation.